# Tenosique
Tenosique è una municipalità dello stato di Tabasco, nel Messico meridionale, il cui capoluogo è la città di Tenosique de Pino Suárez.
La municipalità conta 58 960 abitanti (2010) e ha un'estensione di 1888,5 km².
Il significato del nome della località in lingua nahuatl è Casa del filatore.

## Monumenti e luoghi di interesse

### Area archeologica di Pomoná

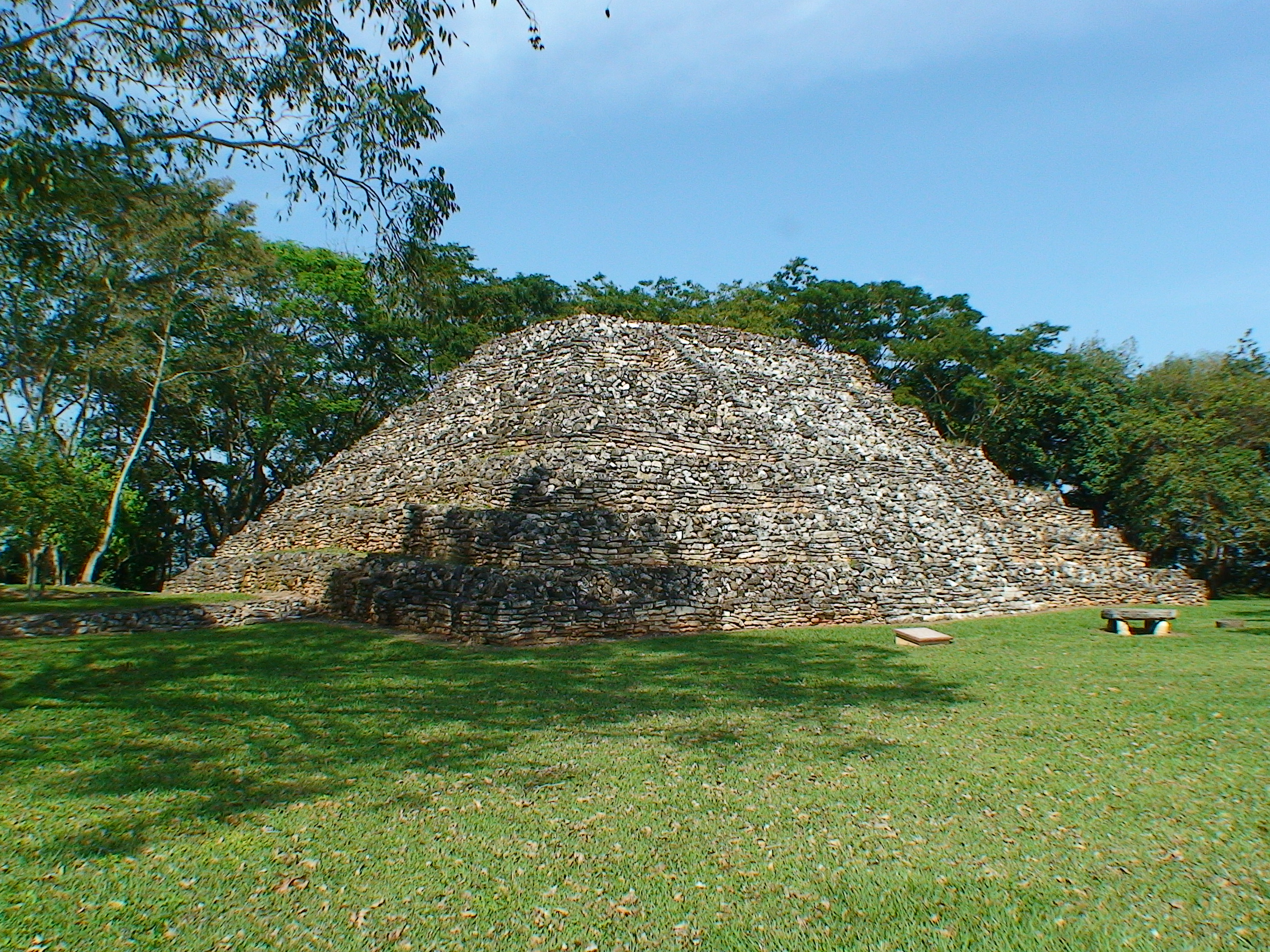
Tempio I di Pomoná.

Pomoná è un sito di epoca maya ed è uno dei più importanti dello stato.